# Vasses

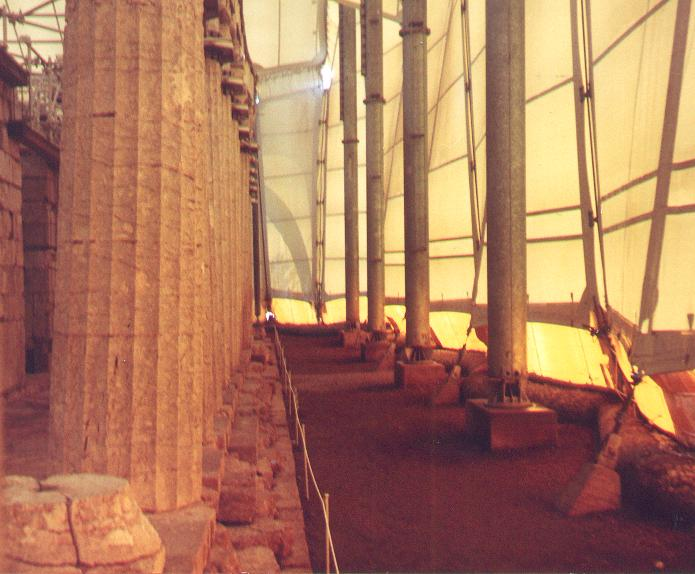
Columnas del Templo de Apolo.

Vasses (en griego: Βάσσες, en griego antiguo: Βάσσαι) es un yacimiento arqueológico situado al noreste de la unidad periférica de Mesenia, cuyo templo dórico, construido por Ictino, a finales del siglo V a. C. y consagrado a Apolo, es uno de los mejor conservados del país.
Su nombre significa «pequeño valle entre montañas». En la Edad Antigua, formaba parte de Arcadia. Limita al norte con Ciparisia, al sur con Adritsaina, y al oeste con Megalópolis.
Es conocida por el templo de Apolo Epicurio, uno de los mejor preservados de la antigüedad, probablemente debido a su situación geográfica. Fue el primero de los templos griegos en ser declarado Patrimonio de la Humanidad por la Unesco, en 1986.